# Cirzpibog
Cirzpibog – staropolskie imię męskie, złożone z członów Cirzpi- („cierpieć”) i -bog („Bóg”, ale pierwotnie „los, dola, szczęście”). Być może oznaczało „tego, kto cierpliwie znosi los”.
Brzmienie wyrazu „cirzpieć” (później „rz” w tym wyrazie stwardniało i przeszło w „r”, wskutek czego obecnie brzmi on „cierpieć”) jest efektem rozwinięcia się pierwotnego prasłowiańskiego twardego zgłoskotwórczego „r” w języku polskim doby przedpiśmiennej w iŕ, co następnie dało irz.  
Cirzpibog imieniny obchodzi 29 lipca.